# أنتوني جرايلنج
أنتوني كليفورد جريلينج أو أي سي جريلينج (بالإنجليزية: A. C. Grayling) (ولد في 3 أبريل 1949) هو مؤلف وفيلسوف بريطاني. في عام 2011، أسس وأصبح أول عميد للكلية الجديدة للعلوم الإنسانية في لندن. عمل أستاذاً للفلسفة في كلية بيركبيك - جامعة لندن حتى يونيو 2011، حيث كان يُدرس بها منذ عام 1991 ، وهو أيضا زميل كلية سانت آن - جامعة أكسفورد.
ألف جرايلينج ما يربو على 30 كتاباً في الفلسفة، بما في ذلك إلى دحض الشك (1985)، ومستقبل القيم الأخلاقية (1997)، ومعنى الأشياء (2001)، وكتاب جيد (2011)، وحجة الله (2013). وهو عضو مجلس أمناء مكتبة لندن، وهو زميل الجمعية الملكية للأدب وزميل الجمعية الملكية للفنون.
وهو مدير ومساهم في مجلة بروسبكت. تكمن اهتماماته الأكاديمية الرئيسية في نظرية المعرفة، والميتافيزيقيا، والمنطق الفلسفي. وقد وصف نفسه بأنه «رجل اليسار» ويرتبط في بريطانيا مع حركة الإلحاد الجديدة. ويوصف أحيانًا باسم «الفارس الخامس» وأحد أعمدة الإلحاد الجديد مع دانيل دينت، ريتشارد دوكينز، وكريستوفر هيتشنز.

## روابط خارجية
- أنتوني جرايلنج على موقع IMDb (الإنجليزية)
- أنتوني جرايلنج على موقع ميوزك برينز (الإنجليزية)
- أنتوني جرايلنج على موقع قاعدة بيانات الفيلم (الإنجليزية)